# 러셀 셔먼
러셀 셔먼(Russell Sherman, 1930년 3월 24일~2023년 9월 30일)는 미국의 피아니스트이다.
1930년 3월 24일 미국 뉴욕시에서 태어났다. 6세에 피아노를 시작했고 11세에 에드워드 스토이어만을 사사했다. 15세에는 뉴욕 타운홀에서 데뷔했다.
콜롬비아대학교에서 인류학을 전공했으며 '건반 위의 철학자로 불린다. 뉴잉글랜드 콘서바토리 석좌교수를 역임했으며 1986년에는 줄리어드 스쿨 교수로, 1990년에는 하버드 대학교 객원 교수로 부임했다.
베토벤 피아노 소나타 전곡 녹음 GM레이블을 완성한 바 있으며 보스턴 심포니 오케스트라, 시카고 심포니 오케스트라, 뉴욕 필하모닉, 로스앤젤레스 필하모닉, 체코 필하모닉 오케스트라 등 세계적인 오케스트라와 협연한 바 있다. 2000년, 2004년에는 한국에서 연주회를 가지기도 했다.
2023년 9월 30일 향년 93세를 일기로 세상을 떠났다.

## 수상 내역
- 1997년 베토벤 피아노 소나타 전곡 녹음 이달의 최고 음반
- 1998년 베토벤 피아노 소나타 전곡 녹음 보스턴글로브 TOP10
- 베토벤 소나타 뉴욕타임즈 10대 음반

## 저서
1996년 미국에서 출간한 에세이 <피아노 이야기> 가 있다. 2009년 국내에 처음 소개되었고 은행나무에서 2020년 11월에 개정판이 발간되었다.
임윤찬이 존경하는 피아니스트이기도 하며, 임윤찬이 미국 반 클라이번 콩쿠르에서 최연소 우승 기록을 세우자 그의 책 판매량이 갑자기 급증했다.
실제로 러셀 셔먼은 임윤찬의 스승인 손민수 교수의 스승이다. 손민수 교수는 언론 인터뷰에서 제자인 임윤찬이 준결선을 앞두고 '오늘 연주는 미스터 러셀 셔먼에게 바치도록 하겠다'는 메시지를 보냈다고 밝혔다.